# Reisöl

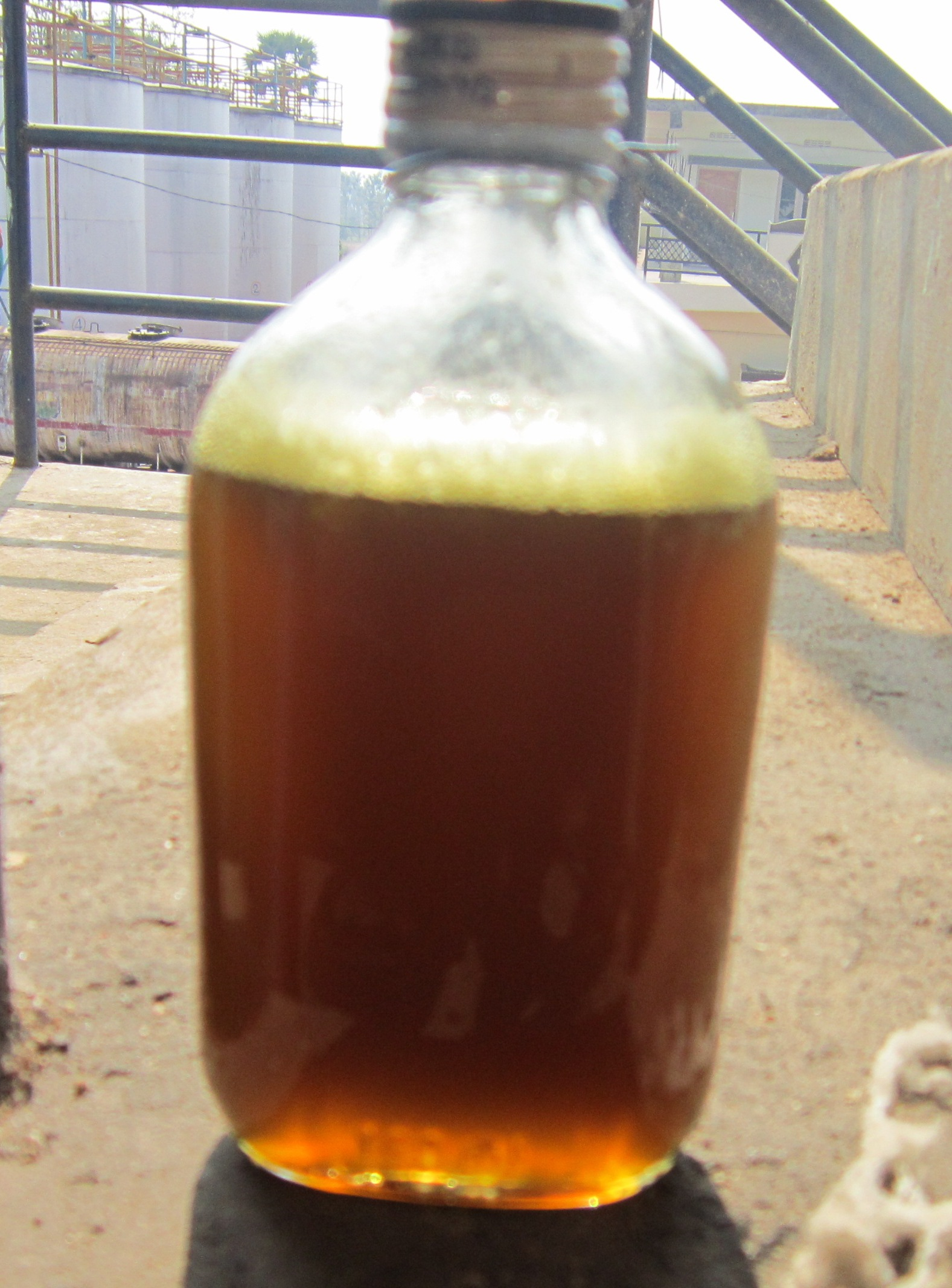
Rohes Reisöl

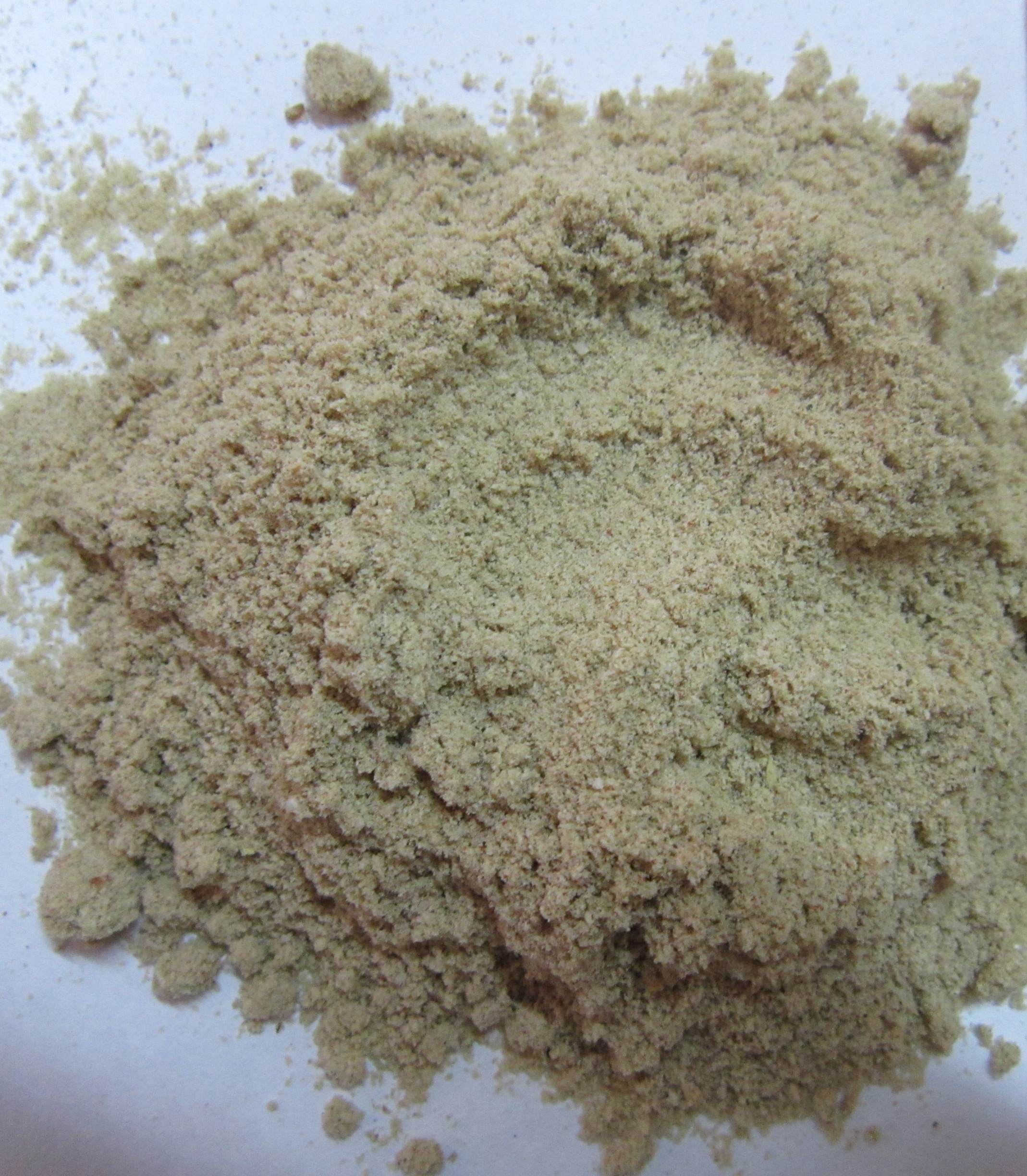
Reiskleie

Reisöl, auch Reiskeimöl, ist ein aus Reiskleie hergestelltes Pflanzenöl.

## Herstellung
Reiskeimöl wird aus der fett-, protein- und vitaminreichen Reiskleie gewonnen, die beim Schälen (Polieren) des Reises anfällt. Die Kleie enthält, je nach Sorte ca. 8–20 % Öl, das durch Pressen oder mittels Lösungsmittelextraktion (Hexan, neuerdings auch Propan und überkritisches CO2)  gewonnen wird. Das so gewonnene rohe Öl, welches ca. 3–6 % Reiskleiewachs enthält, kann auch raffiniert werden.
Die Haupterzeugerländer sind China, Indien, Bangladesch und Indonesien.

## Eigenschaften

Allgemeine chemische Struktur von Fett, wie Reisöl. Darin sind R^{1}, R^{2} und R^{3} langkettige Alkylreste (≤ 20 %) oder Alkenylreste (≥ 80 %) mit einer meist ungeraden Anzahl von Kohlenstoffatomen. Reisöl ist – wie andere pflanzliche Öle – ein Gemisch von Triestern des Glycerins.

Natives gepresstes Reiskeimöl ist gelbbräunlich, mit einem charakteristischen Geruch, wohingegen raffiniertes Reiskeimöl hellgelb bis klar und annähernd geruchlos ist.
Es enthält einen hohen Anteil an Tocopherolen (bis 1600 mg/kg) und Squalen (17 mg/100 g), ein lineares Triterpen und bis 3 g/kg Phytosterole. Es ist auch die Quelle von γ-Oryzanol (1,5–2 %).
Reisöl ist ein Gemisch von festen und flüssigen Bestandteilen; es ist bei gewöhnlicher Temperatur flüssig und besitzt einen Schmelzpunkt von 0 bis 8 °C (unraffiniert) und ca. −10 °C (raffiniert), es hat eine Dichte {\displaystyle d_{25}^{25}} von ca. 0,916–0,922 g·cm−3, die Iodzahl beträgt 90–115. Bei raffiniertem Reisöl liegt die Verseifungszahl bei 180–194, der Rauchpunkt bei 213 °C, der Flammpunkt bei 352 °C. Weiter besitzt es ein Viskosität von {\displaystyle \eta } = 36,5 mPa·s bei 40 °C, sowie einen Brennwert von 39,2 MJ/kg.

## Zusammensetzung
Die Triglyceride des Reisöls sind Fettsäureester des Glycerins und zwar zu etwa 42–46 % Ester einfach ungesättigter Fettsäuren, zu 34–37 % Ester mehrfach ungesättigter Fettsäuren und zu etwa 22–25 % Ester gesättigter Fettsäuren.
Die Triglyceride sind Ester folgender Fettsäuren:
| Fettsäure        | Prozentualer Anteil |
| ---------------- | ------------------- |
| Palmitinsäure    | 12–23 %             |
| Stearinsäure     | 1–3 %               |
| Oleinsäure       | 39–48 %             |
| Linolsäure       | 29–42 %             |
| Linolensäure     | 0,5–1,5 %           |
| Myristinsäure    | 0,5–1 %             |
| Gadoleinsäure    | 0,5–1 %             |
| Arachidinsäure   | < 1 %               |
| Beheninsäure     | 0,2–1,5 %           |
| Lignocerinsäure  | 0,5 %               |
| Palmitoleinsäure | < 0,4 %             |

## Verwendung als Nahrungsmittel
Es wird als Reisöl, „Rice Bran Oil“ (Reiskleieöl) oder „Rice Germ Oil“ (Reiskeimöl) angeboten; beide meinen dasselbe Produkt.
Man kann Reisöl wie Olivenöl für gekochte und rohe Nahrungsmittel verwenden oder einfach zum Würzen und Verfeinern von Salaten und Soßen.
In Japan gab es mehrfach Fälle von Massenvergiftungen, die sogenannte Yushō-Krankheit, durch mit polychlorierten Biphenylen verunreinigtes Reisöl.

## Verwendung als nachwachsender Rohstoff
Reisöl wird neben der Verwendung als Lebensmittel hauptsächlich in der Kosmetik verwendet. Dabei dient es als Rohstoff für die Herstellung bestimmter Seifensorten.
Daneben wird es zur Unterdrückung der Oxidation in kosmetischen Zubereitungen verwendet, obwohl es ungesättigte Fettsäuren enthält.
Eine neuere Anwendung ist die Verwendung als Bohrspülflüssigkeit bei der Erdölgewinnung.